# 埃利·奈伊
埃利·奈伊（Elly Ney，1882年9月27日—1968年3月31日），德国钢琴家。她对古典和浪漫主义曲目，特别是贝多芬的作品的诠释受到国际公认。1933年之后，她积极倡导国家社会主义意识形态，并且让自己作为一名艺术家被统治者利用。这种态度在二战后也一度引起争论。

## 生平
埃利·奈伊出生在杜塞尔多夫，母亲是一名音乐教师，父亲是军中的中士，由于母亲不想住在军营里，所以她的父亲转去波恩当公务员。她的祖母向她介绍了贝多芬的作品，并支持她弹奏钢琴。她在科隆跟随伊西多·塞斯和Karl Bötcher学习。 1901年获得门德尔松奖学金后，她前往维也纳师从提奥多·莱谢蒂茨基和埃米尔·冯·绍尔。在科隆音乐学院任教三年后，她开始巡回演出。1927年，她获得了贝多芬出生地波恩的荣誉自由。1932年，她建立了埃利·奈伊三重奏，威廉·斯特罗斯演奏小提琴，路德维希·霍尔舍演奏大提琴，并连同弗洛里泽尔·冯·罗伊特（小提琴）和沃尔特·特拉普勒（中提琴）一起录制五重奏。她的演出足迹遍布全球，还曾在纽约的卡内基音乐厅演出。
奈伊于1968年在图青去世，享年85岁。

## 与纳粹的联系
納粹德國时期，奈伊于1937年加入纳粹党，参加“文化教育”营，并成为德国少女联盟的名誉成员。她在演奏贝多芬奏鸣曲的间隙背诵希特勒语录，还向贝多芬的半身像行納粹禮。她持有反犹主义观点：1933年，她被要求替代犹太钢琴家鲁道夫·塞尔金，而拒绝在汉堡演出；尽管她在1960年前后录制过至少一首德国犹太裔作曲家门德尔松的《无词歌》。内伊因对部队的关怀被授予二等战功十字勋章。战后，波恩市禁止她登台演出，1952年又拒绝了她登台演出的请求，称内伊是“明显的国家社会主义者”。尽管如此，1952年，在二战结束七年后，她终于放弃了希特勒，并被授予图青名誉公民。然而，她的纳粹主义令人为难，1968年在她死后这项荣誉也被剥夺。

## 个人生活

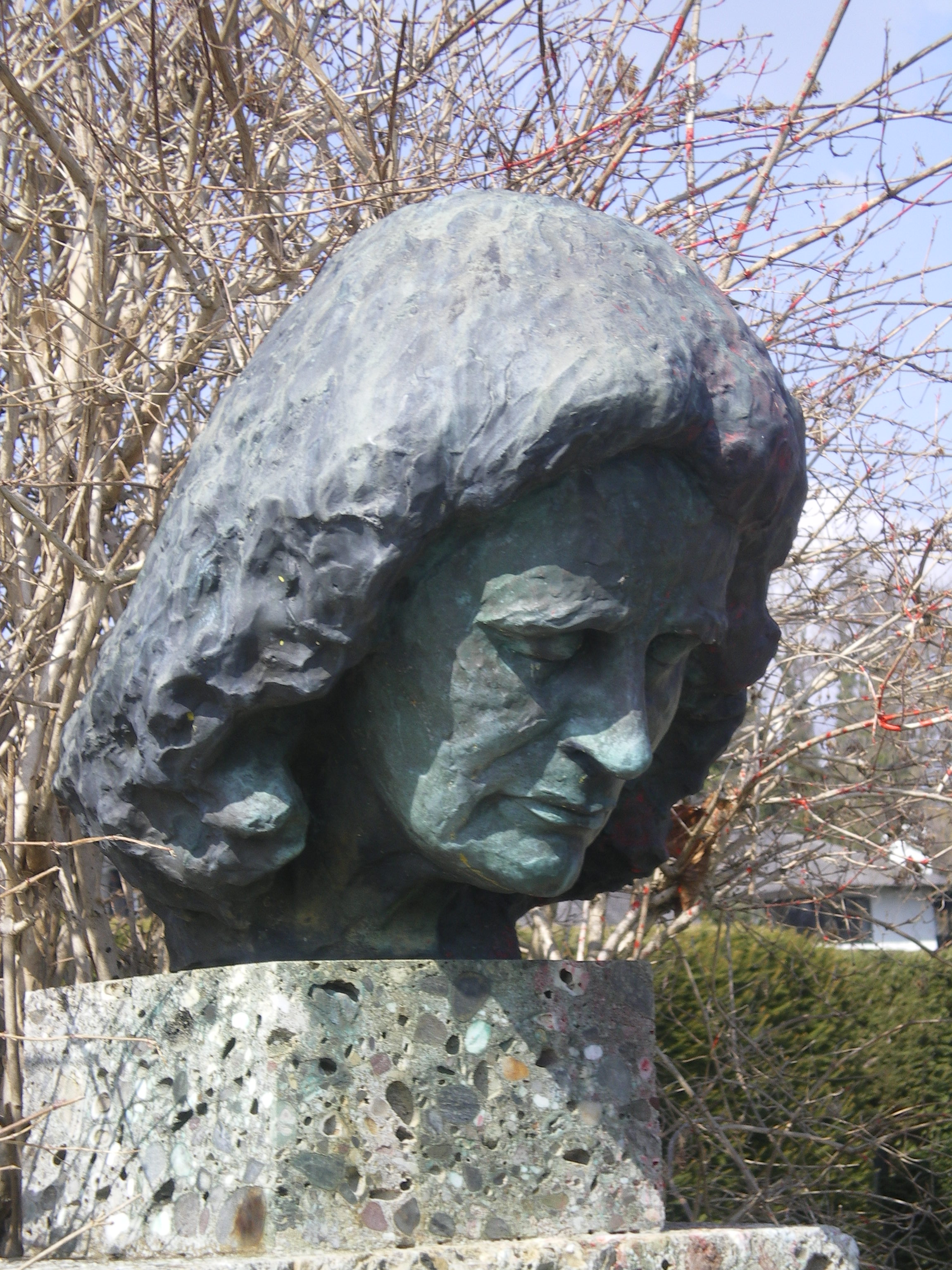
埃利·奈伊的半身像，位于图青的勃拉姆斯长廊

埃利·奈伊结过两次婚；第一次是在1911年与荷兰指挥家威廉·范·霍格斯特伦，有一个女儿埃莉诺（Eleonore，1918–2007）。1927年离婚后，她嫁给了来自芝加哥的美国煤炭经销商保罗·阿莱（Paul Allais），这段婚姻并没有持续多久。后来奈伊与范·霍格斯特伦复合。